# Rudo

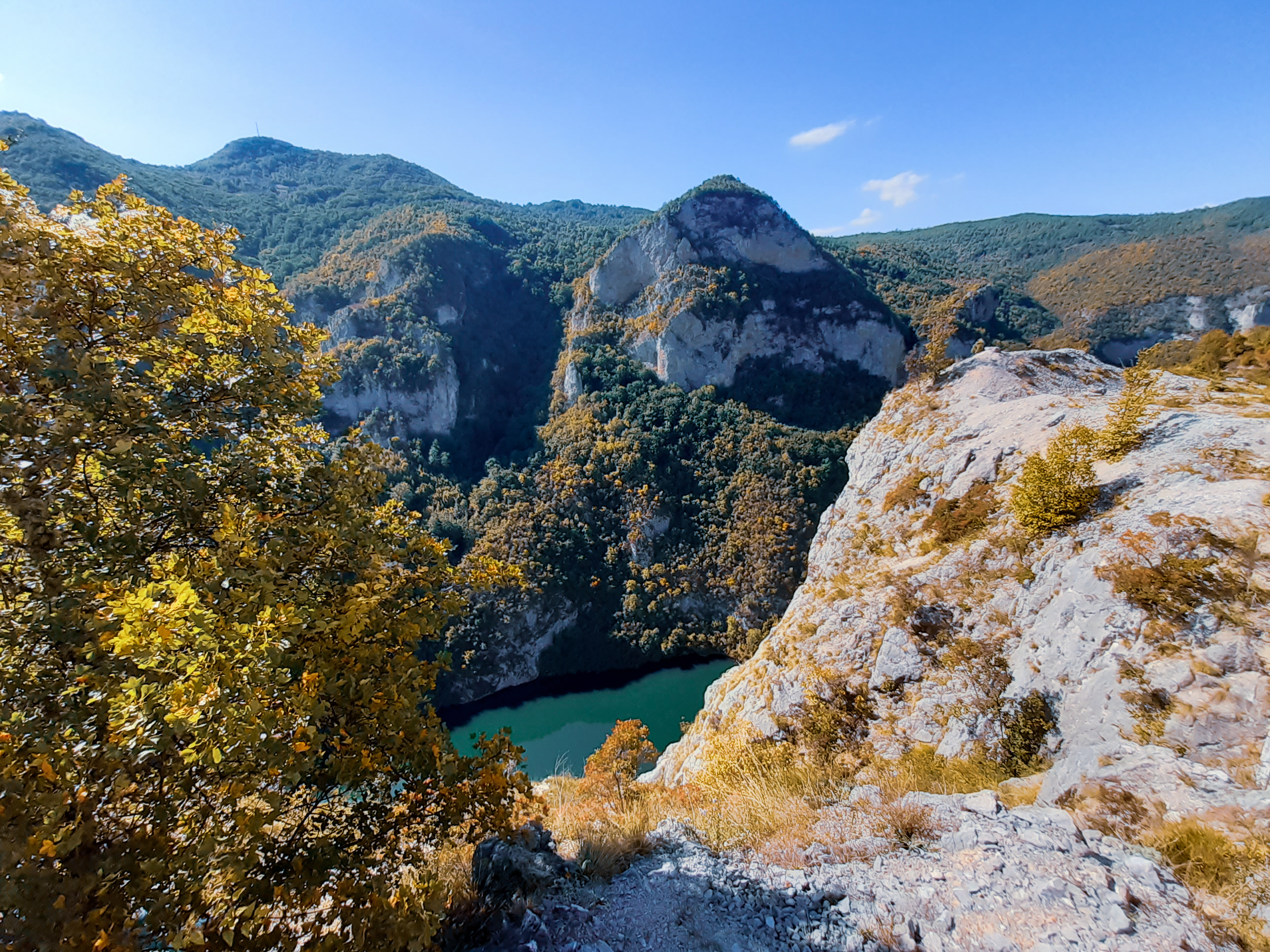
Râul Lim

Rudo (în sârbă Рудо) este un oraș și o comună în Republika Srpska, o entitate din Bosnia și Herțegovina. În 2013 comuna avea o populație de 7.963 de locuitori, în timp ce orașul Rudo avea o populație de 1.949 de locuitori.
Este renumit în toate fostele republici iugoslave ca locul formării Brigăzii 1 Proletari a partizanilor iugoslavi.

## Istorie
Orașul Rudo a fost fondat în 1555 de Sokollu Mustafa Pașa, o rudă apropiată a vizirului otoman Sokollu Mehmed Pașa. Au fost construite atunci o moschee din piatră, un pod peste râul Lim, un hamam (baie turcească), un han, o mekteb (școală), o tekke, câteva prăvălii și case. Acest lucru a fost menționat de călătorul otoman Evliya Çelebi (1611-1682). Satul a fost inundat în 1896 și apoi a fost extins și transformat într-o așezare urbană. Prima brigadă proletară a partizanilor iugoslavi a fost înființată la Rudo în 22 decembrie 1941. Un monument dedicat acestei brigăzi a fost ridicat în 1961, iar un muzeu a fost deschis un deceniu mai târziu.

## Geografie
Comuna Rudo este situată în extremitatea estică a Republicii Srpska și în mare parte se învecinează cu Serbia. Rudo are o suprafață de 344 km².
Orașul Rudo însuși este situat în regiunea montană a cursului inferior al râului Lim, la aproximativ douăzeci de kilometri înainte de confluența sa cu râul Drina, la o altitudine medie de aproximativ  400 de metri deasupra nivelului mării. Rudo Krupica, cel mai scurt râu din Europa, trece și el prin Rudo. Înconjurat de vârfuri muntoase de altitudine medie, în partea de nord se află Muntele Varda cu un vârf maxim de 1.389 m, iar pe partea de sud se află Munții Tmor cu un vârf maxim de 1.280 m. Terenul este foarte muntos, cu sate împrăștiate și răspândite prin pasaje montane.
Comuna are un climat continental pronunțat, cu o influență ușoară ocazională a climatului mediteranean. Iernile au temperatura medie de -8° C și verile au o temperatură medie de aproximativ 26 °C.

## Localitățile comunei
- Arbanasi
- Arsići
- Bare
- Bijelo Brdo
- Biševići
- Bjelugovina
- Bjelušine
- Bjeljevine
- Blizna
- Boranovići
- Bovan
- Božovići
- Budalice
- Cvrkote
- Čavdari
- Danilovići
- Dolovi
- Donja Rijeka
- Donja Strmica
- Donje Cikote
- Donji Ravanci
- Dorići
- Dubac
- Dugovječ
- Džihanići
- Gaočići
- Gojava
- Gornja Rijeka
- Gornja Strmica
- Gornje Cikote
- Gornji Ravanci
- Grabovik
- Grivin
- Janjići
- Knjeginja
- Kosovići
- Kovači
- Kula
- Ljutava
- Međurečje
- Mikavice
- Mioče
- Misajlovina
- Mokronozi
- Mrsovo
- Nikolići
- Obrvena
- Omačina
- Omarine
- Oputnica
- Orah
- Oskoruša
- Past
- Pazalje
- Peljevići
- Petačine
- Plema
- Pohare
- Polimlje
- Popov Do
- Prebidoli
- Pribišići
- Prijevorac
- Radoželje
- Rakovići
- Ravne Njive
- Resići
- Rudo
- Rupavci
- Setihovo
- Sokolovići
- Stankovača
- Staro Rudo
- Strgači
- Strgačina
- Šahdani
- Štrpci
- Trbosilje
- Trnavci
- Trnavci kod Rudog
- Ustibar
- Uvac
- Vagan
- Viti Grab
- Zagrađe
- Zarbovina
- Zlatari
- Zubač
- Zubanj

## Date demografice

### Populație
| Populația localităților din comuna Rudo | Populația localităților din comuna Rudo | Populația localităților din comuna Rudo | Populația localităților din comuna Rudo | Populația localităților din comuna Rudo | Populația localităților din comuna Rudo |
| --------------------------------------- | --------------------------------------- | --------------------------------------- | --------------------------------------- | --------------------------------------- | --------------------------------------- |
|                                         | Localitate                              | 1971                                    | 1981                                    | 1991                                    | 2013                                    |
|                                         | Total                                   | 15.982                                  | 13.601                                  | 11.571                                  | 7.963                                   |
| 1                                       | Boranovići                              |                                         |                                         | 272                                     | 245                                     |
| 2                                       | Gojava                                  |                                         |                                         | 199                                     | 213                                     |
| 3                                       | Knjeginja                               |                                         |                                         | 98                                      | 283                                     |
| 4                                       | Mioče                                   |                                         |                                         | 469                                     | 326                                     |
| 5                                       | Mokronozi                               |                                         |                                         | 611                                     | 458                                     |
| 6                                       | Rudo                                    | 1.258                                   | 1.760                                   | 2.077                                   | 1.949                                   |
| 7                                       | Strpci                                  |                                         |                                         | 308                                     | 255                                     |
| 8                                       | Trnavci kod Rudog                       |                                         |                                         | 232                                     | 259                                     |
| 9                                       | Uvac                                    |                                         |                                         | 515                                     | 366                                     |

### Compoziție etnică
Populația din Rudo, după etnie, conform recensămintelor din 1971, 1981, 1991 și 2013 a fost următoarea:
|              | 1971           | 1981           | 1991           | 2013           |
| Total        | 1.258 (100,0%) | 1.760 (100,0%) | 2.077 (100,0%) | 1.949 (100,0%) |
| Sârbi        | 677 (53,82%)   | 987 (56,08%)   | 1.203 (57,92%) |                |
| Bosniaci     | 488 (38,79%)   | 554 (31,48%)   | 731 (35,19%)   |                |
| Alții        | 3 (0,238%)     | 6 (0,341%)     | 73 (3,515%)    |                |
| Iugoslavi    | 22 (1,749%)    | 136 (7,727%)   | 68 (3,274%)    |                |
| Croați       | 6 (0,477%)     | 10 (0,568%)    | 2 (0,096%)     |                |
| Muntenegreni | 58 (4,610%)    | 58 (3,295%)    |                |                |
| Macedoneni   | 2 (0,159%)     | 5 (0,284%)     |                |                |
| Albanezi     | 2 (0,159%)     | 4 (0,227%)     |                |                |

|              | 1971            | 1981            | 1991            | 2013           |
| Total        | 15.982 (100,0%) | 13.601 (100,0%) | 11.571 (100,0%) | 7.963 (100,0%) |
| Sârbi        | 10.155 (63,54%) | 8.699 (63,96%)  | 8.150 (70,43%)  | 7.241 (90,93%) |
| Bosniaci     | 5.532 (34,61%)  | 4.382 (32,22%)  | 3.130 (27,05%)  | 677 (8,502%)   |
| Alții        | 56 (0,350%)     | 48 (0,353%      | 180 (1,556%)    | 36 (0,452%)    |
| Croați       | 18 (0,113%)     | 24 (0,176%)     | 5 (0,043%)      | 9 (0,113%)     |
| Iugoslavi    | 80 (0,501%)     | 312 (2,294%)    | 106 (0,916%)    |                |
| Muntenegreni | 94 (0,588%)     | 121 (0,890%)    |                 |                |
| Macedoneni   | 14 (0,088%)     | 7 (0,051%)      |                 |                |
| Albanezi     | 33 (0,206%)     | 5 (0,037%)      |                 |                |
| Sloveni      |                 | 3 (0,022%)      |                 |                |

## Trivia
Este menționat în povestirea „Beii din Rudo” a lui Ivo Andrić.

## Personalități
- Sokollu Mehmed Pașa, marele vizir al Imperiului Otoman (1565–1579)
- Stevan Moljević, om politic[7]